# Oreopholus
Oreopholus là một chi chim trong họ Charadriidae.

## Các loài
- Oreopholus ruficollis
- †Oreopholus orcesi